# Mark 14

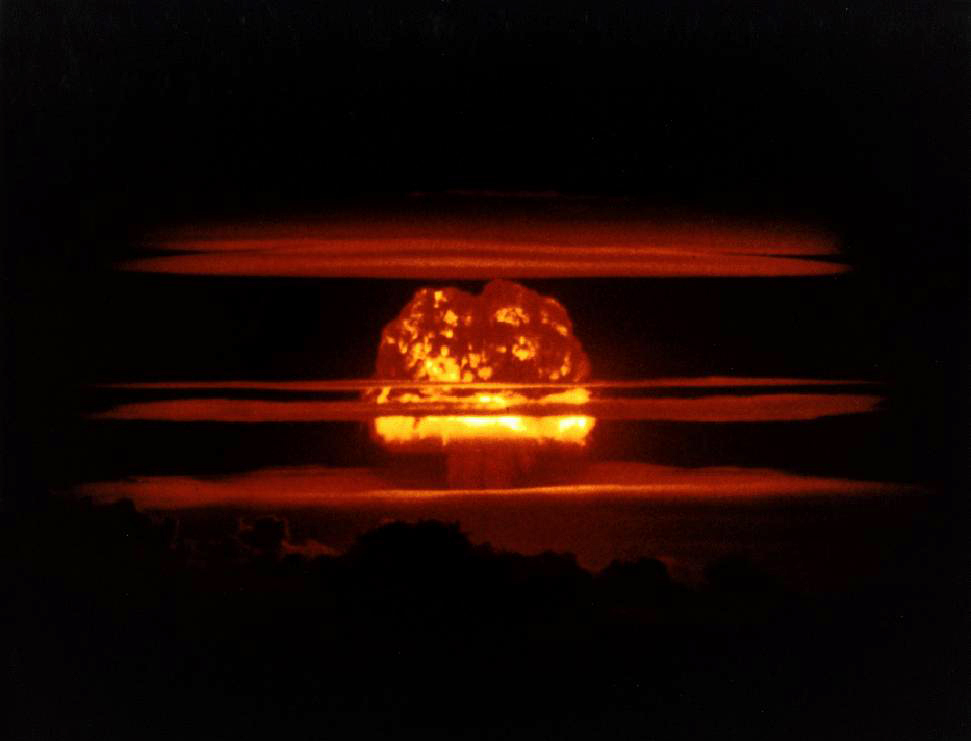
Nuvem de cogumelo do Castle Union.

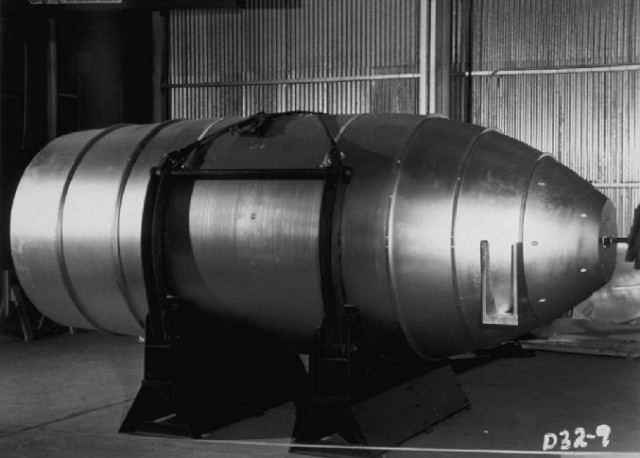
O Castle Union.

Mark 14 foi uma bomba de hidrogênio dos Estados Unidos, sendo a primeira bomba termonuclear a usar combustível sólido. É um projeto experimental; e apenas cinco unidades foram construídas durante 1954. Uma delas foi testada em abril deste ano, durante a Operação Castelo, em que a bomba que ganhou a alcunha de Castle Union teve um rendimento de 6,9 megatons. A bomba é frequentemente listada como TX-14 (TX:experimental) ou como EC-14 (EC:Emergency capability, capacidade de emergência), também é referida como relógio, mesmo não tendo nada a ver com o design de relógio soviético. Bombas de design de relógio soviético ou Sloika são bombas de fissão impulsionada de grande rendimento, enquanto o Mk-14 era uma verdadeira bomba de hidrogênio.
O lítio usado era composto de 95% de lítio-6 e 5% de lítio-7, uma massa de lítio tão enriquecido na época era um recurso escasso; e foi o principal fator para a pequena quantidade de modelos produzidas. O teste Castle Bravo mostrou que o lítio-7 reagia quase tão bem quanto o lítio-6, o que deixava o Mk-14 caro e obsoleto. O Mk-14 de bomba tinha um diâmetro de 61,4 in (c. 1,56 m) e um comprimento de 222 in (c. 5,64 m). Eles pesavam entre 28.950 e 31.000 lb (c. 13.131,5 - 14.061,36 km); e usou-se um paraquedas de 64 ft (c. 7,32 m) para retardar a queda.